# 知觉难题
困难问题（直译：「知覺難題」）是指感官有感质或关于现象的经验，这是怎么产生的？为什么会这样？——举例来说，我们为什么会有热感、痛感，而不像体温计、面包机一样？这一命题由大卫·查尔莫斯（David Chalmers）提出，同这些简单的问题做了比较：解释人歧视的能力，解释人融入群体，解释注意力等等。这些问题之所以“简单”，是因为所有这些现象只需要说明外在的行为机制即可。也就是说，问题有多复杂，只要能用科学方法弄明白，这个问题就是简单的。反观人的“体验”等问题，查尔莫斯认为这些都是困难的：即便像行为主义那样，用第三人称视角审查人，哪怕所有的外在现象都能阐释清楚，困难问题依旧会存在。
关于是否存在“难题”这一概念本身，哲学界尚存争论。但它被这些心灵哲学家接受：约瑟夫·列维，科林·麦金和内德·布洛克；也被这些认知神经科学家认可：弗朗西斯科·瓦雷拉， Giulio Tononi，和克里斯托夫·科赫。
但是，这些心灵哲学家并不认可这个问题：丹尼尔·丹尼特， Massimo Pigliucci， and Keith Frankish ；也有认知神经学家否定：Stanislas Dehaene， Bernard Baars，和Antonio Damasio。

## 问题的构想

### 查莫斯的构想
查莫斯在直面知觉问题中提到：
不可否认，我们的某些器官是体验的主体，但是这些体验是如何形成的是未知的。为什么我们的认识系统在处理诸如视觉或听觉信息时我们会有视觉及听觉的体验如：深蓝色的质感或对中音C的感知。我们该如何解释为何我们会怀有精神意象（mental image）或体验到情绪。众所周知体验终归还是由物理基础产生，但是究竟为何且如何会产生体验，我们还没有一个合理的解释。为何物理的处理过程会引起任何一点内心体验？客观上讲这完全不合理，但这的确发生了。
实际上知觉难题就是体验的问题。当我们思考或意识到信息的处理过程时，实际上也是主观的意识。

Raamy Majeed的备注说，实际上这个难题是要解释两个问题：
[PQ] 物理的处理过程产生对现象特质的体验。
[Q] 我们的现象特质是一般的。
第一点专注于物理和现象的关系，第二点专注于最根本的现象本身。大部分对这个知觉难题的解释实际上是针对这两点的。

### 简单问题
Chalmers列举了一些相关的简单问题来与知觉困难问题做对比（他强调这些简单问题的共性是它们都可以代表某种能力或是表现为功能与行为）。
- 区别，归类和对外部环境的刺激作出反应的能力；
- 认知系统对信息的整合；
- 对精神状态的可描述性；
- 注意力的集中；
- 行为的有意控制；
- 睡眠与清醒状态的区别；

### 其它构想
关于“难题”的多种构想：
- “我们的某些器官是如何成为体验的主体的？”
- “为什么对感官信息的意识会存在？”
- “为什么会存在感质？”
- “为什么会存在体验的主观组成部分？”
- “为什么我们不是哲学僵尸？”

### 溯源
在查莫斯之前，已經有很多對意識問題的學術淵源。物理學家和數學家艾萨克·牛顿就曾經指出：
要想確定哪種模式或行為在觸動吾心感知色彩並非易事
在 關於人類理解問題的短文 (1690)中，哲學家和物理學家約翰·洛克 認為：
把物質切分你可以想像的最小的部分—不管是球型，立方體，錐體或者棱柱體，等等，尺寸小於百分之一英吋的百萬分之一，會在等比例的尺寸上運作，而你可能理性地推斷把他們按照一定的形態或運動方式放在一起會產生感覺、思想或者知識。他們會相互撞擊，排斥或牴觸，和大型的物體類似，這也是他們唯一的運動方式... 幾乎很難想像這類物質會自身產生感覺，感知或者知識； 因為很顯然感覺、感知和知識必然是他們每個粒子不變的特性。

## 反饋
哲学家丹尼尔·丹尼特否定意识难题的框架，他认为所谓的意识难题可以在回答“简单问题”的过程中得到解答（他也同样认为那些简单问题并不简单）。所以与查莫斯或其他二元論者不同，丹尼特強調簡單問題和難題不能切分。

### 引用
1. 1 2  Frankish, Keith.  (PDF). Consciousness and Cognition. 2012, 21 (2): 667–76  [2019-11-05]. PMID 21543237. doi:10.1016/j.concog.2011.04.001. （原始内容存档 (PDF)于2019-11-05）.
2. ↑  Stevan Harnad. . Journal of Consciousness Studies. 1995, 1: 164–167  [2016-08-10]. （原始内容存档于2012-03-16）.
3. ↑  
See Cooney's foreword to the reprint of Chalmers' paper: Brian Cooney, ed (编). . . Cengage Learning. 1999: 382 ff. ISBN 0534528252.
4. 1 2  David Chalmers. . Journal of Consciousness Studies. 1995, 2 (3): 200–219  [2016-08-10]. （原始内容存档于2005-03-08）. See also this link （页面存档备份，存于）
5. 1 2  Daniel C. Dennett. . . W. W. Norton & Company. 2013: 310 ff  [2016-08-10]. ISBN 0393240681. （原始内容存档于2014-06-30）. and also "Commentary on Chalmers": Dennett, Daniel C. . Journal of Consciousness Studies. 1996, 3 (1): 4–6  [2016-08-10]. （原始内容存档于2014-06-20）.
6. 1 2  Stanislas Dehaene. . Viking Adult. 2014: 197  [2016-08-10]. ISBN 0670025437. （原始内容存档于2014-06-30）.
7. ↑  Levine, Joseph. . The Oxford Handbook of Philosophy of Mind. 2009-01-15  [2020-02-21]. doi:10.1093/oxfordhb/9780199262618.003.0017. （原始内容存档于2019-07-29）.
8. ↑  McGinn, Colin. . New Statesman. 2012-02-20  [2012-03-27]. （原始内容存档于2019-07-29）.
9. ↑  Block, Ned. . The Journal of Philosophy. 2002, 99 (8): 391–425  [2020-02-21]. JSTOR 3655621. doi:10.2307/3655621. （原始内容存档于2020-05-26）.
10. ↑  Varela, F. J. . www.ingentaconnect.com. 1996-04-01  [2019-07-29]. （原始内容存档于2019-07-29）.
11. 1 2  Koch, Christof; Marcello Massimini; Boly, Melanie; Tononi, Giulio. . Nature Reviews Neuroscience. July 2016, 17 (7): 450–461. ISSN 1471-0048. PMID 27225071. doi:10.1038/nrn.2016.44.
12. 1 2  Tononi, Giulio; Koch, Christof. . Philosophical Transactions of the Royal Society B: Biological Sciences. March 2015, 370 (1668): 20140167. PMC 4387509 . PMID 25823865. doi:10.1098/rstb.2014.0167.
13. ↑  Massimo Pigliucci.  (PDF). Philosophy Now. 2013, (99)  [2020-02-21]. （原始内容存档 (PDF)于2017-10-02）.
14. ↑  Frankish, Keith.  (PDF). Journal of Consciousness Studies. 2016, 23 (11–12): 11–39  [2018-12-20]. （原始内容存档 (PDF)于2019-01-05）.
15. ↑  Edelman, Gerald; Gally, Joseph; Baars, Bernard. . Frontiers in Psychology. 2011, 2 (4): 4. PMC 3111444 . PMID 21713129. doi:10.3389/fpsyg.2011.00004.
16. ↑  Sean Carroll. . Preposterousuniverse.com (). Sean Carroll. 2019-04-29.  事件发生在 1:04.46  [2020-02-21]. （原始内容存档于2020-01-09）. I’m just saying that the idea of a hard problem that you cannot transpose, I think is wrong.
17. ↑  Raamy Majeed (2015). "The Hard Problem & Its Explanatory Targets" （页面存档备份，存于）, Ratio (Online).
18. ↑  Seager, William; Allen-Hermanson, Sean. . . Metaphysics Research Lab, Stanford University. 2010  [2019-08-10]. （原始内容存档于2020-03-06）.
19. ↑  Locke, John.  1. London: Printed for A. Churchill, and A. Manship, and sold by W. Taylor in Pater-noster-Row. 1722: 293.

## 扩展阅读
- The Hard Problem Is Dead（页面存档备份，存于） by Teed Rockwell
- You can't argue with a Zombie（页面存档备份，存于） by Jaron Lanier
- Looking to systems theory for a reductive explanation of phenomenal experience and evolutionary foundations for higher order thought（页面存档备份，存于） Pharaoh, M.C. (online). Retrieved Jan.03 2008.
- Vadim Vasilyev.  (PDF). Faith and Philosophy. 2009, 26 (5 Special Issue): 514–526  [2016-08-10]. doi:10.5840/faithphil200926552. （原始内容 (PDF)存档于2016-10-03）.
- Correlation vs. Causality: How/Why the Mind/Body Problem Is Hard（页面存档备份，存于） by Stevan Harnad